# リン・モール
リン・モール（英: Lynn Mall）は、ニュージーランドオークランド（旧ワイタケレ市域）ニュー・リン地区にあるショッピングセンターである。オークランド市中心部より約11.8km南西方向に離れ、ニュー・リン駅の近隣に位置している。

## 歴史
1963年10月29日に開業、建設費はおよそ50万ニュージーランド・ポンド（100万ニュージーランド・ドル）。建設は1961年にハマーソン・プロパティ社ロンドン投資信託会社がグレート・ノース・ロードに面するおよそ2.8ヘクタールの土地をオークランド市のバス会社より購入したことから始まった。
1999年3月には建築家ヘイムズ・シャーリーによって大規模な改修工事が行われた。
2008年に小売業界団体によって行われたショッピングモールの評価では、4ツ星満点中2ツ星、国内最低の評価を受けることとなる。これは、売り場面積や採算性、設備環境などが基準に達していなかったからであった。評議員からは今後大規模な投資経てモールの外観等を改善すべきと指摘したが、本モールの経営者であるAMP社はこれを否定、既に改装し平米あたりの売上高は他のモールを上回っていると反論した。
2013年1月に、約5,000万NZドルをかけ施設面積を約47,000平米までに拡張させる工事が行われる旨が報じられた。

## 事件
2006年10月9日、警備員2名がモール内のASB銀行での業務を終えて装甲車に戻ろうとしたところを2人の強盗に銃で襲われる事件が発生したが、けが人は発生しなかった。

## アクセス
- 電車
  - ウェスタン線 ニュー・リン駅 下車徒歩1分
- バス
  - ゴー・ウェスト トレイン・ステーション・ニュー・リン バス停 下車徒歩1分 他